# زیر بازارچه (مجموعه تلویزیونی)
زیر بازارچه یا مدعی العموم نام یک مجموعه تلویزیونی ایرانی است که در سال ۱۳۵۲ و به کارگردانی محسن هرندی ساخته شد و از تلویزیون ملی ایران پخش گردید.

## خلاصه داستان
در این سریال که هر قسمت آن، از داستان‌های متفاوت و مستقلی تشکیل شده است، وقایع و اتفاقات روزمره زندگی ساکنین یک محله (زیر بازارچه) به تصویر کشیده شده است. گروهی از کسبه و اهالی محل در زیربازارچه، مشغول زندگی و کسب و کار خود هستند. سرپاسبان این محله، آدم بد اخم و سختگیری است که دائماً از دیگران ایراد می‌گیرد و زبان به نصیحت آنان می‌گشاید. در این بین، لوطی محله، به مشکلات و درگیری‌های اهل محل پایان می‌دهد و مسائل را رتق و فتق و صلح و آرامش را برقرار می‌کند.

## بازیگران
- محسن هرندی
- پروین ملکوتی در نقش «ملیحه دیوونه»[۲]
- حسین حسینی در نقش «قصاب محله»[۳]
- مصطفی جاویدان[۳]
- رضا رخشانی
- منوچهر حامدی
- مظفر سلطانی
- علی اکبر مهدوی فر
- حسین مدرسی
- غلامعلی گلچین
- فریدون گلچین
- شهلا یوسفی
- حامد آقاجانی
- می‌می